# 이수용 (활동가)
이수용(李壽龍, 1906년~1982년)은 한국의 부락 해방 운동가이다. 전국수평사 소속으로 활동했으며 일본에서의 활동명은 아사노 요시도(朝野温知)이다.

## 생애
몰락한 양반 가문 출신인 그는 《경성일보》 도쿄 지국에서 근무를 한 뒤 시가현으로 이주해 아나키즘 운동과 수평사 운동에 참가했다. 1935년, 치안 유지법 위반으로 적발되어 징역 2년 6월의 실형 판결을 받아 복역했다. 옥중에서 그는 불자가 된다.
1948년, 부락 해방 동맹 시가현 연합회 서기장으로 취임했다. 이후 일본인 여성과 결혼했지만 1950년에 외국인 등록령 위반으로 검거되어 1951년의 퇴거 명령을 받아 나가사키현의 오무라 수용소에 수감된다.
1960년, 일본 국적을 취득을 하게 되고 부락 해방 동맹 시가현 연합회 부위원장 및 동중앙 위원을 역임하는 등의 활동을 이어갔다.

## 참고 자료
- 朝野温知『宗教に差別のない世界を求めて―朝野温知遺稿集』
- 水野直樹「部落解放運動に献身した朝鮮人仏教者」（『部落解放』2012年11月号）